# 유관종 부대원 태극기
유관종 부대원 태극기(劉官鍾 部隊員 太極旗)는 충청남도 천안시 목천읍, 독립기념관에 있는 태극기이다. 2008년 8월 12일 대한민국의 국가등록문화재 제390호로 지정되었다.

## 개요
유관종 소위가 1950년 10월 초 호남지구 진격 작전시 사용한 태극기이다. 바탕에 무운장구를 염원하는 글귀와 서명, 지명이 기록되어 있어 당시 전투 경로 등을 연구할 수 있이다.

## 참고 자료
- 유관종 부대원 태극기 - 국가유산청 국가유산포털